# کوکیا
کوکیا، روستایی است از توابع بخش مرکزی شهرستان ارومیه استان آذربایجان غربی ایران. مردم این روستا ترک با مذهب سنی شافعی هستند. تپه باستانی کوکیا، کلیسای کوکیا و اسکورمه داشی (سنگ سرفه) از اماکن دیدنی روستای کوکیا هستند. خیابان اصلی کوکیا، خیابان گلستان نام دارد.

## جمعیت
این روستا در دهستان باراندوزچای جنوبی قرار داشته و بر اساس سرشماری سال ۱۳۸۵ جمعیّت آن ۶۵۹ نفر (۱۶۰ خانوار)
بوده‌است.
مردم این بخش ترک زبان و سنی‌مذهب هستند. کوکیا بیشتر به خاطر برداشت سیب معروف است.